# 岡部町 (埼玉県)
岡部町（おかべまち）は、埼玉県北西部にあった、大里郡の人口約1万9千の町である。2006年1月1日に深谷市、花園町、川本町と合併し、深谷市となった。

## 地理
町の北部を東西に国道17号が走り、四拾坂下交差点で旧道と深谷バイパスが合流していた。ほぼ平行してその南にJR高崎線が敷かれ、岡部駅を中心に市街地が形成されていた。また、それらと平行して、町の中央を上越新幹線が素通りし、隣接する本庄市に近年、上越新幹線の本庄早稲田駅が開業した。町の南西の端を関越自動車道がかすめ、この場所に寄居パーキングエリアが置かれていた。

### 隣接していた自治体
- 深谷市、本庄市、大里郡寄居町、児玉郡美里町

## 歴史

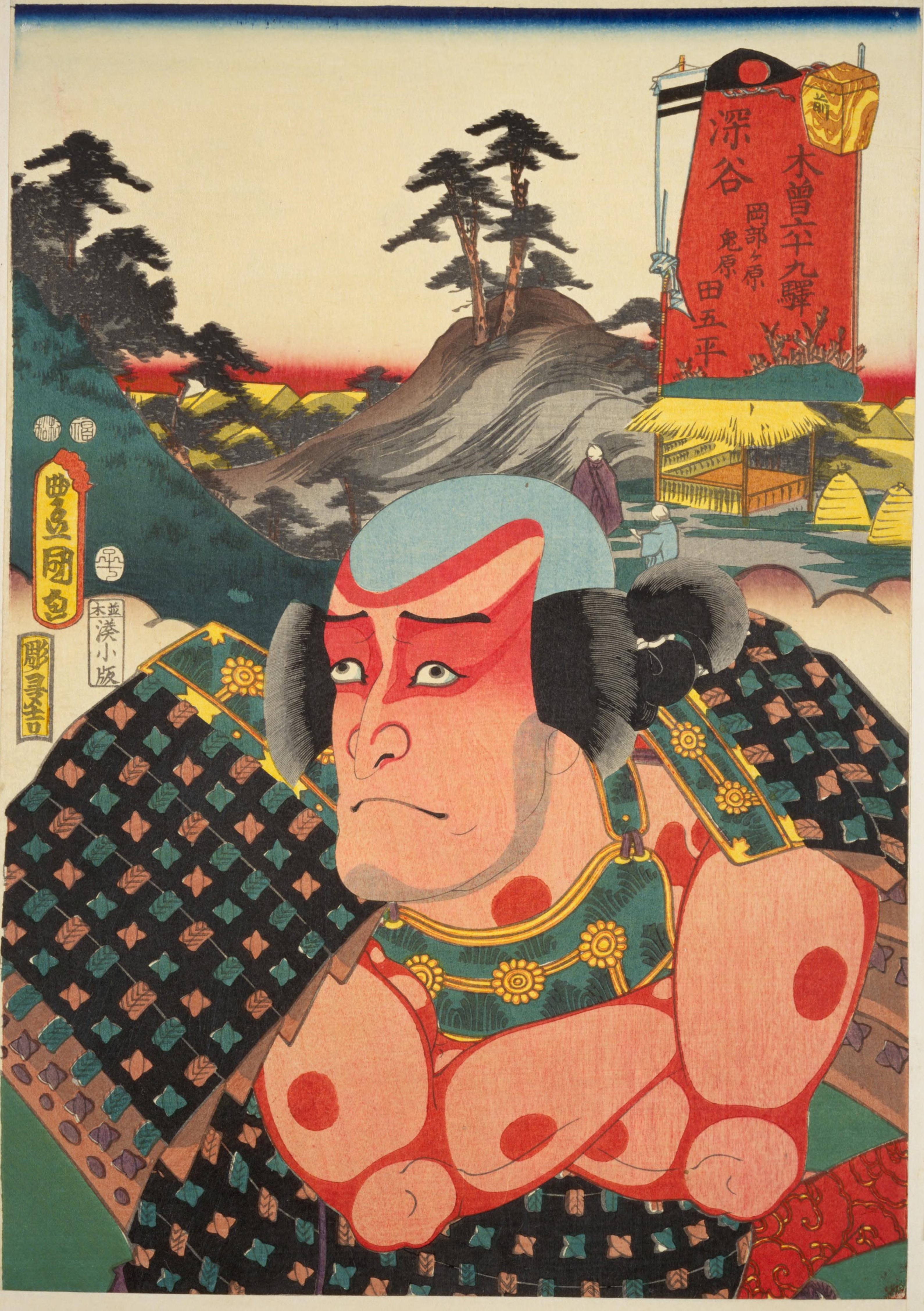
歌川国貞木曽六十九驛『深谷 岡部ケ原・兎原田五平』（1852年・嘉永5年）

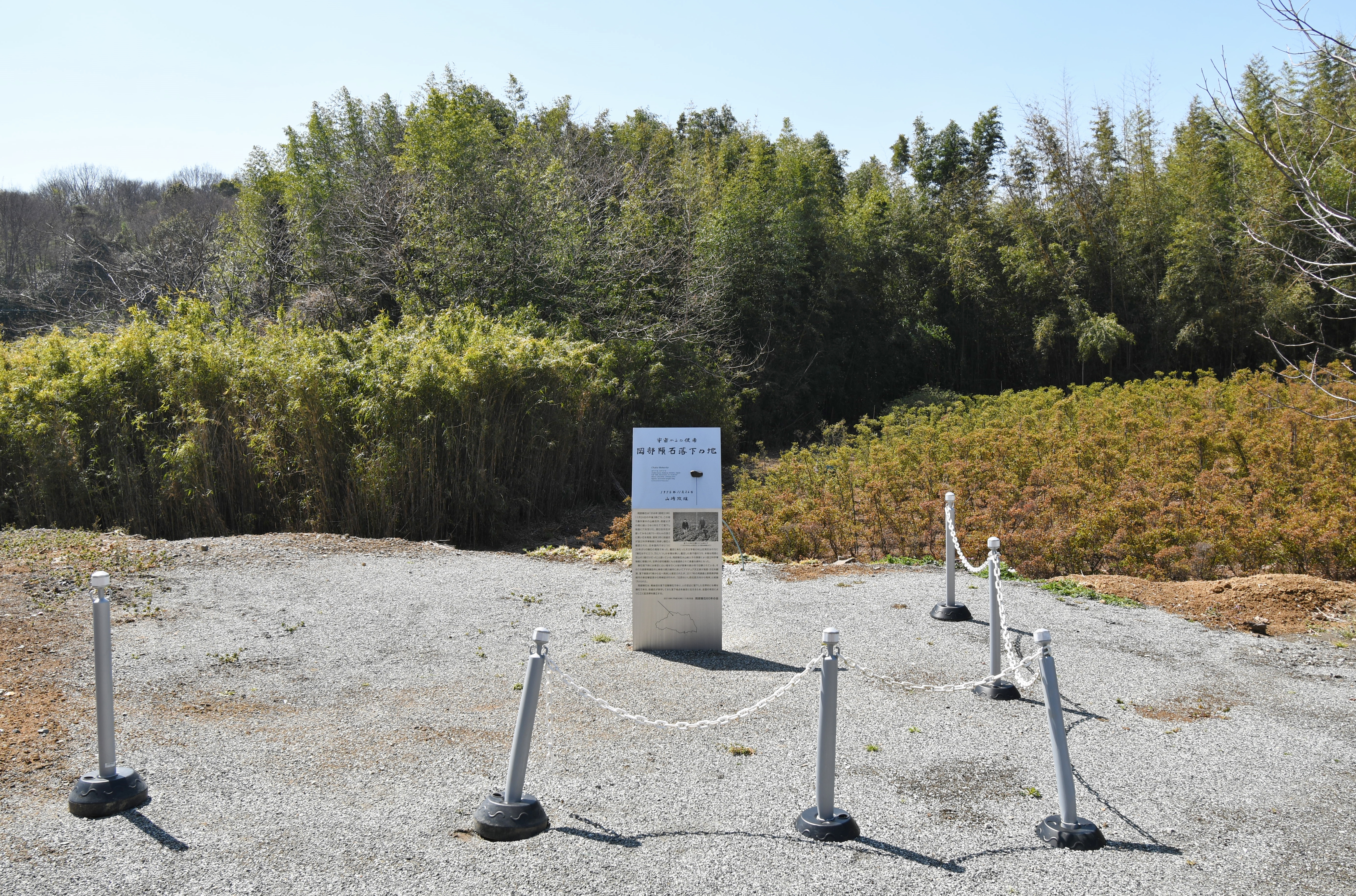
岡部隕石落下の地

1649年（慶安2年）に安部信盛が岡部藩を立藩した。陣屋遺構として長屋門と西島町に地方通用門が移築されている。
- 1889年（明治22年）4月1日 - 町村制施行により榛沢郡伊勢方村、岡村、岡部村、宿根村、普済寺村の区域をもって岡部村が成立。
- 1896年（明治29年）3月29日 - 所属を大里郡に変更。
- 1955年（昭和30年）1月 - 大里郡榛沢村、本郷村と新設合併し、改めて岡部村が発足。
- 1968年（昭和43年）12月 - 町制施行し岡部町となる。
- 2006年（平成18年）1月1日 - 深谷市、大里郡花園町、川本町と新設合併し、深谷市が発足。同日岡部町廃止。

## 産業
農業が盛んであった。合併前の旧深谷市域は深谷ねぎの名産地だが、同域と隣接しながら名産品が異なっていたのは、微妙な土質の違いが関係しているといわれる。
- ブロッコリー全国2位の生産量
- スイートコーン県内1位の生産量
- 大根県内1位の生産量

高崎線沿線の自治体の中で、唯一ファーストフードチェーンの店舗が存在していなかった。

## 文化
毎年10月中旬頃、町を挙げて「コスモス祭」を開催していた。

## 教育
- 埼玉工業大学
- 岡部町立岡部中学校
- 岡部町立岡部小学校
- 岡部町立岡部西小学校
- 岡部町立榛沢小学校
- 岡部町立本郷小学校

## 交通

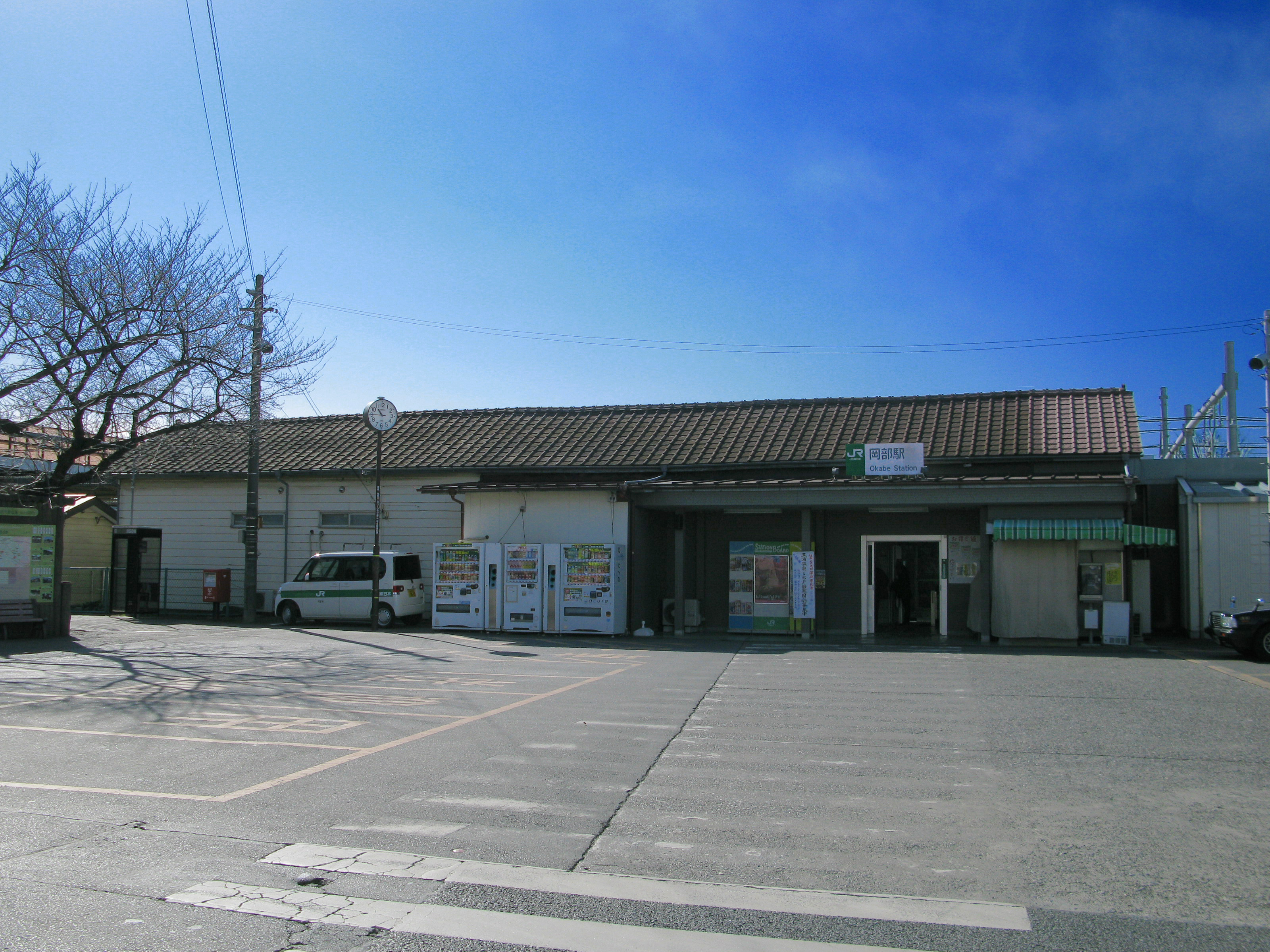
岡部駅

### 鉄道
- 東日本旅客鉄道
  - 高崎線：岡部駅

### 道路
- 国道
  - 国道17号 （道の駅: おかべ）